# Cabanossi

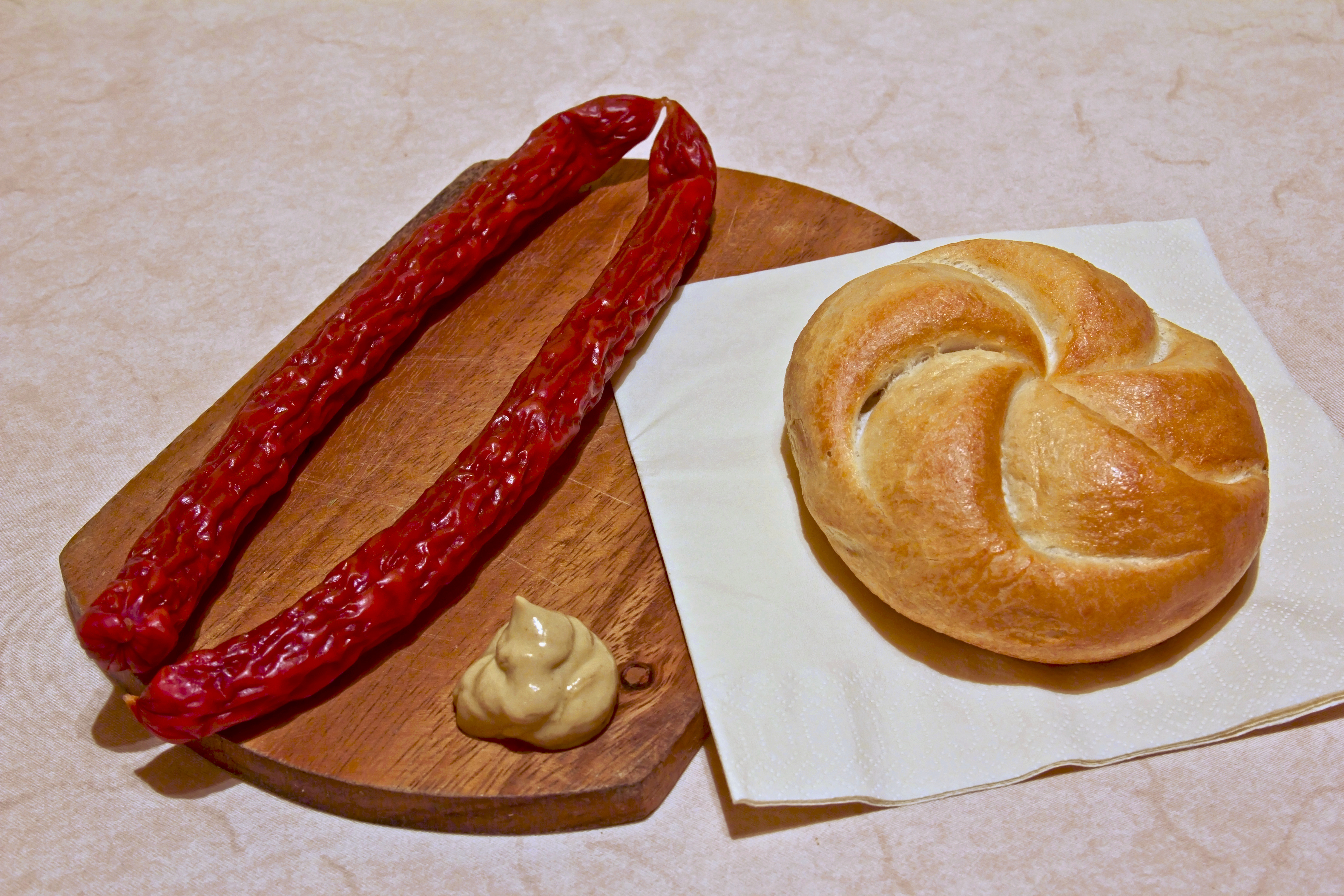
Cabanossi

Als Cabanossi oder Kabanossi bezeichnet man im deutschsprachigen Raum verschiedene Wurstsorten. Als Herkunft wird einerseits der polnisch-ukrainische Raum angegeben, andere Quellen nennen Ungarn bzw. den Balkan als Ursprungsgebiet. Gemeinsam ist die Verwendung von Rind- und Schweinefleisch (roher Speck bzw. Schweinebauch) zur Herstellung sowie die Herstellung als Würstchen zu ca. 100 Gramm je Stück. Typisch ist die Würzung mit Paprikapulver, häufig wird auch Knoblauch verwendet. Laut einer Verordnung der EU (Nr. 1044/2011) ist der Name Kabanosy der typisch polnischen Variante vorbehalten, der auch geschützt ist. Alle anderen Variationen sind somit landesspezifisches Äquivalent.

## Name
Der Ursprung der Kabanoswurst und ihr Name ist bis heute umstritten; möglicherweise kommt der Wurstname „Kabanos“ von Cabanos, einer Schutzhütte für die Besatzung und ihre Vorräte auf einem Schiffsdeck, deren Bezeichnung von caban ‚Mantel‘, von arabisch und sizilianisch qabã ‚Schutzumhang‘ stammt. Auch altfranzösisch cabane, italienisch cabana, portugiesisch und spanisch ist cabaña ‚Hütte‘ (bzw. ‚Herde‘), die Bewohner solcher Hütten werden ebenfalls cabanos genannt. Zudem steht das Wort кабан kaban im Russischen für ‚Wildschwein‘.

## Rohwurst

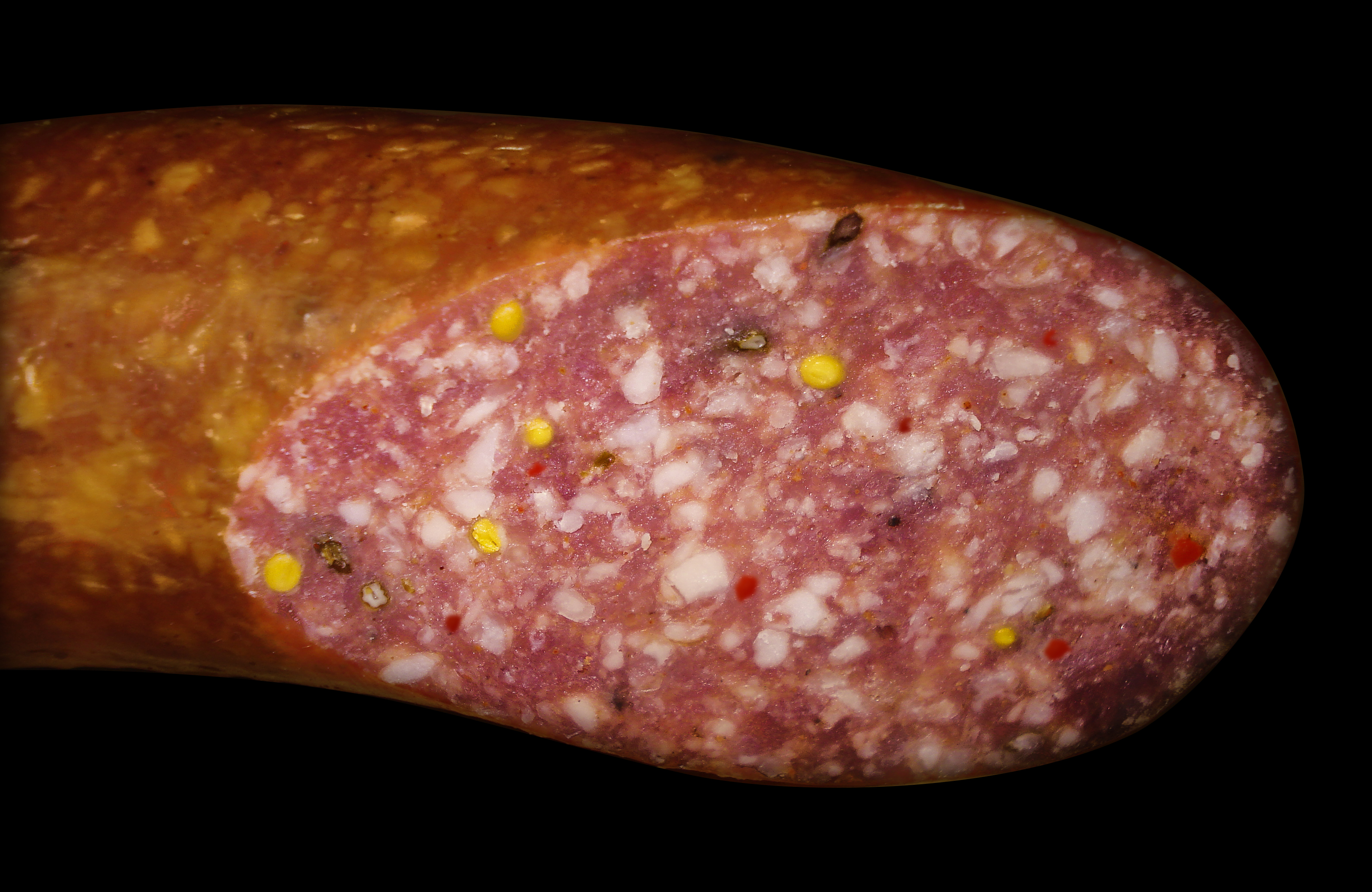
Angeschnittenes Stück einer Cabanossi deutscher Herstellung

- Variante A: Diese Rohwürstchen werden in Deutschland auch Peperoni genannt. Die Herstellung entspricht der Kolbász. Dazu wird mageres Rindfleisch tiefgekühlt und anschließend mit dem Kutter zerkleinert. Danach wird es gewürzt und das zerkleinerte Schweinefleisch hinzugegeben. Üblich ist eine Körnung des rohen Fleischs in Erbsengröße. Anschließend füllt man es in Schweinedärme mit einem Kaliber von 28/32 und dreht sie zu einem Stückgewicht von 100 Gramm ab. Es folgt die Reifephase von drei bis vier Tagen bei Zimmertemperatur, der sich ein Tag Kalträuchern anschließt. Typisch sind Gewürze wie Weißer Pfeffer und Paprikapulver (edelsüß oder rosenscharf) und, auch als Würzmittel, Nitritpökelsalz. In der gewerblichen Wurstherstellung fügt man auch Starterkulturen hinzu.[2] In den Leitsätzen des Deutschen Lebensmittelbuchs für Fleisch werden als Zutaten Peperoni, sehnenreiches Rindfleisch, fettgewebereiches Schweinefleisch und Fettgewebe genannt. Besonderes Merkmal ist die Verwendung von engkalibrigem Schäldarm.[3]
- Variante B: Gemäß der Küchenbibel bezeichnet man mit diesem Begriff eine grob gekörnte, schwach geräucherte Rohwurstsorte.[4]
- Variante C: In den Leitsätzen des Deutschen Lebensmittelbuchs für Fleisch werden als Zutaten grob entsehntes und sehnenreiches Rindfleisch, fettgewebereiches Schweinefleisch und Fettgewebe genannt. Besondere Merkmale sind die mittel- bis feinkörnige Struktur und die Verwendung von Kranzdärmen.[5]
- Variante D: Kabanosy ist eine traditionelle polnische Rohwurstsorte, die aus gepökeltem Schweinefleisch hergestellt und heiß geräuchert wird.[6] Das Fleisch für Kabanosy stammt von speziell gemästeten Schweinen. Sie zeichnen sich unter anderem durch ihre Sprödigkeit bei zugleich relativ hohem Fettanteil aus. In ihrer heutigen Form wurden die Würste in den 1920er Jahren in Polen entwickelt. In der EU sind sie seit Oktober 2011 als Garantiert traditionelle Spezialität geschützt.[7][8]

## Brühwurst
- Variante E: Zur Vorbereitung wird eine Rinderbrät-Grundmasse aus sehnen- und fettreichem Rindfleisch hergestellt. Daneben zerkleinert man Schweinebauch mit einem Fleischwolf. Zur Herstellung füllt man das Rinderbrät in einen Kutter und mischt den gewürzten Schweinebauch und die anderen Zutaten unter, sodass noch Fleisch als Einlage erkennbar ist. Typische Gewürze sind auch hier Nitritpökelsalz, Pfeffer, Knoblauch und Paprikapulver. In der gewerblichen Wurstherstellung fügt man auch Farbstabilisatoren hinzu. Danach füllt man es in Schweinedärme mit einem Kaliber von 26/28 und dreht sie zu einem Stückgewicht von 100 Gramm ab. Anschließend wird die Wurst für eine Stunde heißgeräuchert und abschließend kurz gebrüht.[9]
- Variante F: Die Herstellung von Cabanossi als „Brühwurst mit grober Fleischeinlage“ unterscheidet sich leicht von den Brühwürstchen. Hierfür wird der Schweinebauch grob gewolft und ggf. zusätzlich mit Glutamat gewürzt. Die Masse wird in Hautfaserdärmen mit 55 mm Durchmesser und 40 cm Länge abgefüllt. Nach dem Brühen werden die Würste abschließend für ca. Sechs Stunden kaltgeräuchert.[10]
- Variante G: In der Ungarischen Küche bezeichnet man mit Kabanossi dickere Debrecziner.[11]
- Variante H: Gemäß dem Brockhaus Kochkunst bezeichnet man damit eine polnisch-ukrainische(?) Brühwurstsorte.[12]
- Variante J: Im Österreichischen Lebensmittelbuch werden Cabanossi als Fleischwürste, eine Sorte der Brühwurst, beschrieben. Für die Herstellung verwendet man mageres Schweinefleisch und/oder Rindfleisch, Schweinekopffleisch, Speck und Brät. Der Trockenverlust im Herstellungsprozess liegt bei mindestens 35 %.[13]
- Variante K: Im Register der Traditionellen Lebensmittel beschreibt man Cabanossi als Brühdauerwürste/Fleischwürste. Sie bestehen aus geschrotetem, gepökeltem Schweine- und Rindfleisch im Brät. Sie werden gewürzt, traditionell über Buchenholz geräuchert, gebrüht und anschließend nachgereift und luftgetrocknet. Sie sind längliche, dünne, in der Regel entweder stückweise abgedrehte beziehungsweise an den Enden abgebundene oder als „Meterwürste“ gefertigte Würste, die außen dunkel braun-rot gefärbt sind. Sie weisen durch die Trocknung eine unregelmäßige „eingezogene“ Oberfläche auf. Im Schnittbild sind weiße Speckeinlagen sichtbar. Sie zeichnen sich durch einen kräftigen und würzigen Geschmack aus. Cabanossi gelten in Österreich als traditionelle Jausenwürste.[14]